# The Party Scene
The Party Scene é o álbum de estreia da banda de pop punk All Time Low, lançado em 19 de Julho de 2005 pela gravadora Emerald Moon Records.

## Faixas
1. "Prelude" – 0:43
2. "The Party Scene" – 2:58
3. "Lullabies" – 3:58
4. "Hometown Heroes; National Nobodies" – 2:53
5. "Circles" – 3:20
6. "Interlude" – 1:53
7. "We Say Summer" – 3:06
8. "Break Out! Break Out!" – 3:10
9. "Running from Lions" – 3:06
10. "Noel" – 4:10
11. "I Can't Do the One-Two Step" – 4:02
12. "The Girl's a Straight-Up Hustler" – 3:59
13. "Sticks, Stones, and Techno" (Hidden Track) - 2:23

## Integrantes
- Jack Barakat – Guitarra, Back vocal
- Rian Dawson – bateria
- Alex Gaskarth – Vocal, guitarra
- Zack Merrick – Baixo, Back vocal